# Datian, Guangdong
Datian (kinesiska: 大田) är en köping i sydöstra Kina. Den ligger i Enping i staden Jiangmen i provinsen Guangdong, omkring 140 kilometer sydväst om provinshuvudstaden Guangzhou. Antalet invånare är 27 943. Befolkningen består av 13 308 kvinnor och 14 635 män. Barn under 15 år utgör 17,0 %, vuxna 15-64 år 71 %, och äldre över 65 år 11,0 %.